# 520 v.Chr.
Het jaar 520 v.Chr. is een jaartal volgens de christelijke jaartelling.

## Gebeurtenissen

### Perzië
- Koning Darius I begint aan een uitgebreide bestuurshervorming naar Assyrisch model.
- Darius I wordt als koning erkend, het muntstelsel wordt hervormd met een gouden standaard.
- Darius I laat zijn overwinningen vereeuwigen op de Behistuninscriptie, in het Zagros-gebergte.

### Egypte
- Koning Darius I laat het kanaal tussen de Nijl en de Rode Zee verder afgraven.

### Judea
- De profeten Haggaï en Zacharia staan op om het volk en zijn leiders op te wekken om de Joodse tempel te herbouwen.

### Carthago
- Een Fenicische vloot onder Hanno sticht een kolonie in de Westelijke Sahara.
- Hanno ontdekt de Senegal-rivier en komt uit in de Golf van Guinee.

## Geboren
- Cratinus (520 v.Chr. - 423 v.Chr.), Grieks dichter van de Attische komedie